# René Duguay-Trouin

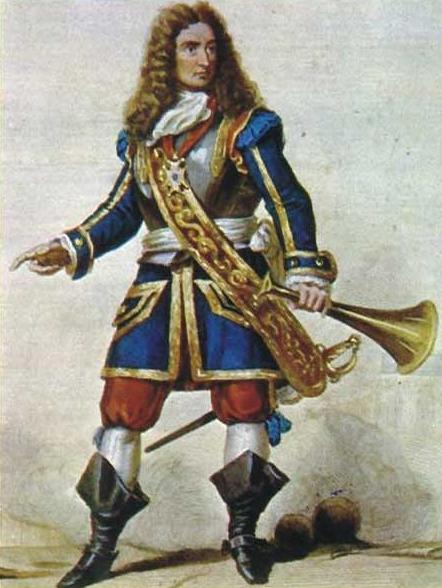
René Duguay-Trouin

René Duguay-Trouin (Saint Malo, 1673 - 1736) fou un corsari bretó al servei del rei de França.
Fill de mariners, havia de seguir la carrera eclesiàstica, però s'escapà i s'enrolà com a mariner amb 16 anys. Fou corsari de Lluís XIV en les guerres contra els neerlandesos el 1694, i contra els pirates algerians. El 1711 lluità en la Guerra de Successió, i vencé els anglesos i portuguesos a la badia de Rio de Janeiro. Després d'això fou nomenat Lloctinent de la marina reial i serviria a terra, en les flotes de Saint Malo, Brest i Toló.